# Reaction
A Reaction Rebbie Jackson amerikai énekesnő második albuma. 1986-ban jelent meg. Két közepesen sikeres kislemez jelent meg róla, a címadó dal és a You Send the Rain Away, egy duett Robin Zanderrel; utóbbihoz készült Rebbie második videóklipje a Centipede után. A Ticket to Love lett volna eredetileg az album második kislemeze, és nagyon korlátozott példányszámban jelentek meg promóciós kislemezei, végül azonban nem ez a dal jelent meg második kislemezként. A Tonight I’m Yours című dal, egy duett Isaac Hayesszel nem jelent meg kislemezen, de a rádiók gyakran játszották.
Az AllMusic kritikusa ezt az albumot tartja a legjobbnak Rebbie 80-as évekbeli három albuma közül. Az 1990-es évek elején az album Japánban CD-n is megjelent. 2010. május 18-án ismét kiadták, egy CD-n Rebbie első albumával, a Centipede-del, majd 2012 októberében a Funky Town Grooves kiadónál ismét megjelent CD-n, hét bónuszszámmal, amelyek korábban csak kislemezen szerepeltek.

## Számlista
| #              | Cím                                     | Szerzők                                  | Hossz |
| -------------- | --------------------------------------- | ---------------------------------------- | ----- |
| 1.             | Reaction                                | David Conley, David Townsend, B. Jackson | 5:39  |
| 2.             | Ain’t No Way to Love                    | R. Brookins, T. Haynes, P. Bailey        | 4:15  |
| 3.             | Ticket to Love                          | E. Nuri                                  | 4:48  |
| 4.             | You Don’t Know What You’re Missing      | H. Rice, A. D. Rich, B. Fasman           | 3:51  |
| 5.             | You Send the Rain Away                  | P. Grass, G. Sklerov, L. Macaluso        | 4:59  |
| 6.             | If You Don’t Call (You Don’t Care)      | E. Nuri, P. Henderson                    | 5:11  |
| 7.             | Always Wanting Something                | Tito Jackson, Vassal Benford             | 4:27  |
| 8.             | Tonight I’m Yours                       | V. Benford, Rebbie Jackson, L. Brantley  | 4:16  |
| 9.             | Lessons (In the Fine Art of Love)       | Reggie Lucas, L. L. Smith                | 4:37  |
| 2012-es kiadás |                                         |                                          |       |
| 10.            | You Send the Rain Away (Single Version) | P. Grass, G. Sklerov, L. Macaluso        |       |
| 11.            | Reaction (Single Version)               | Conley, Townsend, B. Jackson             |       |
| 12.            | Reaction (Extended Dance Mix)           | Conley, Townsend, B. Jackson             |       |
| 13.            | Reaction (Dub)                          | Conley, Townsend, B. Jackson             |       |
| 14.            | Reaction (Instrumental)                 | Conley, Townsend, B. Jackson             |       |
| 15.            | Ticket to Love (7" Mix)                 | E. Nuri                                  |       |
| 16.            | Ticket to Love (12" Mix)                | E. Nuri                                  |       |

## Kislemezek
- Reaction (1986. február 14.)
- You Send the Rain Away (1987. január 3.)

## Helyezések
| Slágerlista (1986)  | Legfelső helyezés |
| ------------------- | ----------------- |
| USA R&B slágerlista | 54                |